# Уніфікація (техніка)
Уніфіка́ція (техніка) (від лат. unus — один, лат. facio — роблю; об'єднання) — найпоширеніший і ефективний метод стандартизації, який передбачає приведення об'єктів до однотипності на основі встановлення раціонального числа їх різновидів. Уніфікація сприяє розвиткові спеціалізації виробництва, комплексної механізації та автоматизації.
Уніфікація полягає у виборі оптимальної кількості або в раціональному скороченні числа типів, видів, параметрів і розмірів об'єктів однакового чи близького функційного призначення. Уніфікація спрямована на зменшення числа різновидів об'єктів шляхом комбінування двох і більше їх характеристик. Об'єктами уніфікації можуть бути різні вироби: матеріали, деталі, вузли, схеми, прилади, пристрої, агрегати, машини.
Уніфікація виробів супроводжується виявленням оптимальних конструкторсько-технологічних рішень та типізацією шляхом комбінування (поєднанням) найбільш вдалих конструкторсько-технологічних рішень.

## Мета уніфікації
Мета уніфікації — усунення невиправданого різноманіття виробів однакового призначення і різнотипності їх складових частин і деталей, приведення до можливої одноманітності способів їх виготовлення, збирання, випробувань, обслуговування тощо. Уніфікація — важливий напрям в розвитку сучасної техніки, комплексний процес, що охоплює питання проєктування, технологій, контролю і експлуатації машин, механізмів, апаратів, приладів.

## Види уніфікації
В залежності від сфери проведення робіт з уніфікації розрізняють міжгалузеву уніфікацію, що проводиться в масштабі кількох галузей промисловості, галузеву і заводську, що проводиться в рамках одного підприємства.
В промисловості існують такі види уніфікації продукції:
- модифікаційна – уніфікація між базовою моделлю виробу і конструктивними модифікаціями, які виконані на основі базової моделі;
- внутрітипова (розмірно-конструктивна) — уніфікація між однотипними виробами, що мають різні параметри;
- міжтипова — елементи продукції, що відрізняються конструкцією, але подібні за основними параметрами;
- загальна — схожа за призначенням продукція, що не має конструктивно-технологічної подібності.

Уніфікація може бути повною і неповною. При повній уніфікації здійснюється уніфікація всіх елементів запроєктованого або існуючого виробу, при неповній — тільки частини елементів. Повна уніфікація передбачає уніфікацію форми, розмірів та матеріалів. Якщо повна уніфікація неможлива, — проводять неповну, наприклад, уніфікують форму деталі, але не уніфікують розміри і матеріали деталі, а також складальні одиниці (вузли), якщо вони виконують близькі за характером функції.

## Форми уніфікації
Початковим кроком уніфікації виробів є їх типізація — розробка і встановлення типових конструкцій, що містять загальні для низки виробів (або їх складових частин) конструктивні параметри, у тому числі перспективні, котрі враховують останні досягнення науки і техніки. Уніфікації технологічних процесів передує розробка технології виробництва однотипних деталей або складання однотипних складових частин чи цілих виробів певної класифікаційної групи.
Різновид уніфікації — симпліфікація, що полягає в зменшенні кількості типів або видів виробів до числа, достатнього, щоб задовольнити існуючі потреби. На відміну від уніфікації, до об'єктів симпліфікації не вносяться технічні удосконалення.
Наступною формою уніфікації є агрегатування, яке полягає у створенні складних технічних виробів на базі уніфікованих елементів (агрегатів, вузлів, деталей певного чи будь-якого функціонального призначення), що мають багатопланове використання. Основною метою проведення агрегатування є: розширення галузей застосування виробів універсального призначення шляхом створення умов для швидкої заміни її основних робочих частин і перетворення на виріб спеціального призначення; розширення номенклатури і технічних можливостей виробів, що випускаються шляхом виробництва робочих частин різного призначення; забезпечення можливості компонування виробів різного функціонального призначення з уніфікованих елементів.
В процесі уніфікації реалізується принцип конструктивної спадкоємності: у вироби нової конструкції в максимальній мірі вводять деталі і вузли, що вже застосовувалися в інших конструкціях, по можливості з максимальним числом однакових параметрів (особливо базових і приєднувальних розмірів), що забезпечують взаємозамінюваність і багатократне використання вже перевірених конструкцій. Взаємозамінність полягає у властивості окремо виготовлених деталей, вузлів, агрегатів без доробки забезпечувати комплектування машин, приладів і виконувати запрограмовані функції, не порушуючи при цьому технічних вимог до виробу в цілому. Взаємозамінність  досягається за рахунок виготовлення деталей з заданою точністю геометричних, параметричних або схематичних параметрів, що впливають на споживчі властивості.

## Показники уніфікації
Рівень уніфікації визначається за допомогою системи показників, з яких обов'язковим (у деяких країнах) є коефіцієнт використання уніфікованих складових на рівні типорозмірів. Під коефіцієнтом уніфікації розуміють відношення кількості запозичених, покупних і стандартизованих складових (деталей, вузлів) до загальної кількості компонентів, з яких складається виріб.

## Значення уніфікації
Уніфікація дає можливість зменшити обсяг конструкторських робіт і період проєктування, скоротити терміни створення нового устаткування, понизити вартість освоєння нових виробів, знизити собівартість виробництва, підвищити серійність та рівень механізації і автоматизації виробничих процесів. При уніфікації підвищуються якість продукції, її надійність і довговічність завдяки ретельнішому відпрацюванню технологічності конструкції виробів і технології їх виготовлення.
Застосування уніфікації веде до концентрації виробництва однорідної продукції на підприємствах об'єднання, що забезпечує зростання виробництва, краще використання виробничих потужностей, ресурсів, підвищення ефективності виробництва. Уніфікація знижує номенклатуру запасних частин, спрощує і здешевлює ремонт машин і устаткування.
У багатьох випадках уніфікація завершується розробкою заводських, галузевих, державних чи міжнародних стандартів.

## Дивись також
Стандартизація